# ジェームズ・ダリストン
ジェームズ・J・R・ダリストン（James J. R. Dalliston、1821年 - 1875年）は、明治時代にお雇い外国人として来日したイギリスの医師である。

## 経歴・人物
1870年（明治3年）頃来日し、横浜ゼネラル・ホスピタルに勤務する。院長であったセオボールド・パーセル、助手のエドウィン・ホイーラー、フランス人のアルフォンス・メクルらと共に経営し、医療の西洋化に貢献した。
後に同病院の第5代名誉院長となった。1875年（明治8年）に死去し横浜外国人墓地に葬られた。